# حیدر عبدالجبار
حیدر عبدالجبار (عربی: حيدر عبدالجبار كاظم؛ زادهٔ ۲۵ اوت ۱۹۷۶) یک بازیکن فوتبال اهل عراق است.
وی همچنین در تیم ملی فوتبال عراق بازی کرده است.